# 세스토 칼렌데
세스토 칼렌데(이탈리아어: Sesto Calende)는 이탈리아 북부 롬바르디아주의 바레세도에 위치한 마을이자, 코무네이다.
이곳은 티치노강이 포강을 향해 흐르기 시작하는 마조레 호수의 남쪽 끝에 있다. 주요 역사적 명소는 9세기와 10세기에 지어진 산도나토 수도원이다. 이곳에는 베르나르디노 제날레(1503)의 그림을 소장하고 있다.